# پوستامرگش
پوستامِرگِش (به مجاری:  Pusztamérges) یک منطقهٔ مسکونی در مجارستان است که در ناحیه موراهالوم واقع شده‌است. پوستامرگش ۲۴٫۳۹ کیلومتر مربع مساحت و ۱٬۱۲۴ نفر جمعیت دارد.

## خواهرخوانده
شهر جیمبولیا خواهرخواندهٔ پوستامرگش هست.